# Campeonato Mundial de Atletismo em Pista Coberta de 1985
O 1º Campeonato Mundial de Atletismo em Pista Coberta da IAAF foi realizado no Palais Omnisports de Paris-Bercy em Paris, França, de 18 a 19 de janeiro de 1985, sendo chamado de Jogos Mundiais em Pista Coberta. Em 1987, o campeonato foi renomeado para Campeonato Mundial de Atletismo em Pista Coberta. Houve um total de 319 atletas participantes de 69 países.

## Resultados

### Masculino
| Prova                | Ouro                    | Ouro     | Prata                  | Prata    | Bronze                    | Bronze   |
| -------------------- | ----------------------- | -------- | ---------------------- | -------- | ------------------------- | -------- |
| 60 m                 | CAN Ben Johnson         | 6.62     | USA Sam Graddy         | 6.63     | BEL Ronald Desruelles     | 6.68     |
| 200 m                | URS Aleksandr Yevgenyev | 20.95    | GBR Ade Mafe           | 20.96    | BRA João Batista da Silva | 21.19    |
| 400 m                | GDR Thomas Schönlebe    | 45.60    | GBR Todd Bennett       | 45.97    | USA Mark Rowe             | 46.31    |
| 800 m                | ESP Colomán Trabado     | 1:47.42  | ESP Benjamín González  | 1:47.94  | GBR Ikem Billy            | 1:48.28  |
| 1 500 m              | AUS Mike Hillardt       | 3:40.27  | ESP José Luis González | 3:41.36  | KEN Joseph Chesire        | 3:41.38  |
| 3 000 m              | POR João Campos         | 7:57.63  | USA Don Clary          | 7:57.78  | TCH Ivan Uvizl            | 7:57.92  |
| 60 m com barreiras   | FRA Stéphane Caristan   | 7.67     | ESP Javier Moracho     | 7.69     | GBR Jon Ridgeon           | 7.70     |
| Salto em altura      | SWE Patrik Sjöberg      | 2.32     | CUB Javier Sotomayor   | 2.30     | ALG Othmane Belfaa        | 2.27     |
| Salto com vara       | URS Sergey Bubka        | 5.75     | FRA Thierry Vigneron   | 5.70     | URS Vasiliy Bubka         | 5.60     |
| Salto em distância   | TCH Jan Leitner         | 7.96     | HUN Gyula Pálóczi      | 7.94     | ITA Giovanni Evangelisti  | 7.88     |
| Salto triplo         | BUL Khristo Markov      | 17.22    | CUB Lázaro Betancourt  | 17.15    | CUB Lázaro Balcindes      | 16.83    |
| Arremesso de peso    | TCH Remigius Machura    | 21.22    | GDR Udo Beyer          | 21.10    | URS Jānis Bojārs          | 19.94    |
| Marcha atlética 5 km | FRA Gérard Lelièvre     | 19:06.20 | ITA Maurizio Damilano  | 19:11.41 | AUS Dave Smith            | 19:16.04 |

### Feminino
| Prova                | Ouro                   | Ouro     | Prata                      | Prata    | Bronze                 | Bronze   |
| -------------------- | ---------------------- | -------- | -------------------------- | -------- | ---------------------- | -------- |
| 60 m                 | GDR Silke Gladisch     | 7.20     | USA Heather Oakes          | 7.21     | FRA Christelle Bulteau | 7.34     |
| 200 m                | GDR Marita Koch        | 23.09    | FRA Marie-Christine Cazier | 23.33    | NZL Kim Robertson      | 23.69    |
| 400 m                | USA Diane Dixon        | 53.35    | BEL Regine Berg            | 53.81    | CAN Charmaine Crooks   | 54.08    |
| 800 m                | ROU Cristeana Cojocaru | 2:04.22  | GBR Jane Finch             | 2:04.71  | ROU Maria Simeanu      | 2:05.51  |
| 1 500 m              | NED Elly van Hulst     | 4:11.41  | ROU Fita Lovin             | 4:11.42  | CAN Brit McRoberts     | 4:11.83  |
| 3 000 m              | CAN Debbie Scott       | 9:04.99  | ITA Agnese Possamai        | 9:09.66  | USA PattiSue Plumer    | 9:12.12  |
| 60 m com barreiras   | HUN Xénia Siska        | 8.03     | FRA Laurence Elloy         | 8.08     | FRA Anne Piquereau     | 8.10     |
| Salto em altura      | BUL Stefka Kostadinova | 1.97     | SWE Susanne Lorentzon      | 1.94     | CAN Debbie Brill       | 1.90     |
| Salto em altura      | BUL Stefka Kostadinova | 1.97     | SWE Susanne Lorentzon      | 1.94     | POL Danuta Bułkowska   | 1.90     |
| Salto em altura      | BUL Stefka Kostadinova | 1.97     | SWE Susanne Lorentzon      | 1.94     | CUB Silvia Costa       | 1.90     |
| Salto em distância   | GDR Helga Radtke       | 6.88     | URS Tatyana Rodionova      | 6.72     | URS Nijolé Medvedeva   | 6.44     |
| Arremesso de peso    | URS Natalya Lisovskaya | 20.07    | GDR Ines Müller            | 19.68    | URS Nunu Abashidze     | 18.82    |
| Marcha atlética 3 km | ITA Giuliana Salce     | 12:53.42 | CHN Yan Hong               | 13:06.66 | CAN Ann Peel           | 13:06.97 |

## Quadro de Medalhas
| Ordem | País              |   |   |   |   |
| 1     | Alemanha Oriental | 4 | 2 | 0 | 6 |
| 2     | França            | 2 | 3 | 2 | 7 |
| 3     | União Soviética   | 2 | 1 | 4 | 7 |
| 4     | Canadá            | 2 | 0 | 4 | 6 |
| 5     | Tchecoslováquia   | 2 | 0 | 1 | 3 |
| 6     | Bulgaria          | 2 | 0 | 0 | 2 |
| 7     | Estados Unidos    | 1 | 3 | 2 | 6 |
| 8     | Espanha           | 1 | 3 | 0 | 4 |
| 9     | Itália            | 1 | 2 | 1 | 4 |
| 10    | Romania           | 1 | 1 | 1 | 3 |
| 11    | Hungria           | 1 | 1 | 0 | 2 |
| 11    | Suécia            | 1 | 1 | 0 | 2 |
| 13    | Austrália         | 1 | 0 | 1 | 2 |
| 14    | Países Baixos     | 1 | 0 | 0 | 1 |
| 14    | Portugal          | 1 | 0 | 0 | 1 |
| 16    | Reino Unido       | 0 | 3 | 2 | 5 |
| 17    | Cuba              | 0 | 2 | 2 | 4 |
| 18    | Bélgica           | 0 | 1 | 1 | 2 |
| 19    | China             | 0 | 1 | 0 | 1 |
| 20    | Argélia           | 0 | 0 | 1 | 1 |
| 20    | Brasil            | 0 | 0 | 1 | 1 |
| 20    | Quênia            | 0 | 0 | 1 | 1 |
| 20    | Nova Zelândia     | 0 | 0 | 1 | 1 |
| 20    | Polónia           | 0 | 0 | 1 | 1 |